# Kaumuskulatur
Zur Kaumuskulatur werden jene Muskelpaare des Kopfes zusammengefasst, die den Unterkiefer in Richtung Oberkiefer bewegen und damit für den Kieferschluss (Okklusion) sorgen, das Zubeißen und das Zermahlen der Nahrung ermöglichen (einschließlich seitwärts gerichteter Gleitbewegungen). 
Beim Menschen und den übrigen Säugetieren besteht sie aus vier, jeweils paarig angelegten Muskeln:
1. Musculus masseter („Kaumuskel“, für den Kieferschluss)
2. Musculus temporalis („Schläfenmuskel“, für den Kieferschluss sowie Zurückziehen des Unterkiefers)
3. Musculus pterygoideus medialis („innerer Flügelmuskel“, für den Kieferschluss)
4. Musculus pterygoideus lateralis („äußerer Flügelmuskel“, zum Öffnen des Kiefers, Vorschieben des Unterkiefers sowie für Mahlgleitbewegungen von rechts nach links bzw. umgekehrt)

Entwicklungsgeschichtlich stammt die Kaumuskulatur vom ersten Kiemenbogen ab. Daher erfolgt die Innervation der Kaumuskeln durch Äste des ersten Kiemenbogennervs, des Nervus mandibularis, einem Ast des Nervus trigeminus (Hirnnerv V). Aufgrund der speziellen embryologischen Herkunft besitzen die Kaumuskeln eine spezifische Isoform des Myosins, der entsprechende Muskelfasertyp wird als Typ 2M bezeichnet. 
Ein tonischer Krampf der Kaumuskulatur wird als Trismus bezeichnet. Die Totenstarre (Rigor mortis) der Skelettmuskulatur, eines der sicheren Todeszeichen, beginnt an der Kaumuskulatur.
Kaumuskulatur und Kiefergelenk werden als funktionelle Einheit betrachtet, Beschwerden in diesem Bereich sind mit einer Unzahl von Namensgebungen bedacht. Der Begriff „temporomandibuläre Störungen“ hat – zumindest im englischsprachigen Raum als temporomandibular disorder – die größte Akzeptanz gefunden. Im deutschsprachigen Raum werden Bezeichnungen wie Kraniomandibuläre Dysfunktion oder Myoarthropathien des Kausystems sowie viele andere mehr verwendet. Bei Haushunden kann eine Autoimmunerkrankung gegen das spezifische Myosin auftreten, die als Kaumuskelmyositis bezeichnet wird.